# Pitagora
Pitagora sau Pythagoras (în greacă: Πυθαγόρας; n. secolul al VI-lea î.Hr., Samos, Liga Ioniană⁠(d) – d. anii 490 î.Hr., Metapontum⁠(d), Basilicata, Italia) a fost un filosof și matematician grec, originar din insula Samos, întemeietorul pitagorismului, care punea la baza întregii realități, teoria numerelor și a armoniei. A fost și conducătorul partidului aristocratic din Crotone (sudul Italiei). Scrierile sale nu s-au păstrat. Tradiția îi atribuie descoperirea teoremei geometrice și a tablei de înmulțire, care îi poartă numele. Ideile și descoperirile lui nu pot fi deosebite cu certitudine de cele ale discipolilor apropiați.
Pitagora a fost un mare educator și învățător și se spune că a fost și un atlet puternic, așa cum stătea bine atunci poeților, filosofilor (de exemplu, Platon însuși) și comandanților militari.
Pitagora era ionian, originar din insula Samos, dar a emigrat la Crotone, în Italia de sud, unde a întemeiat școala ce-i poartă numele, cea dintâi școală italică a Greciei antice.
Pitagora pare să nu fi scris nimic. Doctrina filosofică a pitagorismului ne este totuși destul de bine cunoscută din lucrările lui Aristotel și Sextus Empiricus, precum și din lucrări ale pitagoricienilor de mai târziu. Totuși, nu se poate stabili cu precizie ce aparține lui Pitagora și ce au adăugat pitagoricienii ulteriori. Celebrele texte "pitagoriciene" Versurile de aur ale lui Pitagora și Legile morale și politice ale lui Pitagora, existente și în traduceri românești, aparțin unei epoci ulterioare.

## Prezentarea filosofiei lui Pitagora
Ideea filosofică principală a pitagorismului este că numerele reprezintă esența lucrurilor, iar universul este un sistem ordonat și armonios de numere și raporturi numerice.
Aristotel spune că în concepția pitagoreică „numărul constituie substanța tuturor lucrurilor” (Metafizica, 987a) și că „lucrurile constau din imitația numerelor” (ibid., 987b), adică numărul este un fel de paradigmă a cărei imitație sunt lucrurile.

### Doctrina despre număr

#### Monada
Punctul de plecare al teoriei pitagoreice despre principiul numeric al lumii este unitatea sau monada (he monas). Monada este principiu, esență a lucrurilor, deoarece orice lucru este unu (este o unitate). În acest sens, Unitatea nu este număr, ci generatoare a numerelor.
Proprietățile fundamentale ale numărului fiind paritatea și imparitatea, Unitatea le conține în sine pe amândouă. Ceea ce e impar este considerat limitat, finit, iar ceea ce e par este considerat nelimitat, infinit. Argumentul este că, reprezentând numerele prin puncte dispuse în plan, seria numerelor nepereche generează un pătrat, considerat figură perfectă și finită, iar seria numerelor pereche un dreptunghi, socotit figură imperfectă și nedefinită.
Din unitate se nasc numerele și, din ele, lucrurile; de aceea, unitatea mai este numită „mama lucrurilor”.

#### Doimea nedefinită
Al doilea principiu cosmologic este doimea sau diada nedeterminată (duas aoristos). Ea este nedeterminată fiindcă are o natură pură, deci nelimitată, nedefinită. Nici ea nu este număr, ci principiu al numerelor.
Din aceste două principii, monada și doimea nedefinită, iau naștere numerele. Monada, ca principiu activ, introduce determinarea în duas aoristos și asfel apare numărul doi. Celelalte numere se nasc prin adăugarea succesivă a unității.

#### Generarea numerelor
În acest fel, mișcarea unității creează toate numerele, până se ajunge la 10, care este suma primelor patru numere (1+2+3+4=10). Din acest motiv numărul zece este numit tetradă sau tetraktys (forță eficientă), deoarece funcționează ca bază și odată cu el reîncepe numărătoarea prin adăugarea succesivă a unității. Astfel, numărul zece este considerat numărul perfect, iar membrii ordinului pitagoreic jurau pe acest număr.
Astfel iau naștere numerele.

#### Generarea universului sensibil (a lucrurilor)
Monada este asociată punctului, diada corespunde liniei, triada semnifică suprafața, iar tetrada corpul geometric (spațialitatea). Spațialitatea este modelul matematic al corpului sensibil dar și condiția de posibilitate a corporalității. În acest moment, pitagoricienii gândesc condiția de posibilitate (rațională) ca și o cauză suficientă pentru corpuri. Distincția simplă între sterea schemata ("figuri spațiale") și aistheta schemata ("figuri corporale") reprezintă un argument conform căruia spațialitatea precede, condiționează și asigură apariția corporalității.
Aceste idei vor fi împărtășite și de Platon, conform mărturiei lui Aristotel, care informează că magistrul său ar fi susținut, la un moment dat, teoria despre eidos-arithmós, idei–numere, teorie care își are probabil originea în doctrina pitagoreiciană despre numărul ideal, arithmós eidētikos. În această privință, Aristotel pare să se refere la învățătura nescrisă a lui Platon, agrapha dogmata.

## Armonia universală
Grație lui Pitagora și pitagoricienilor, filosofia greacă își consolidează ideea de Kosmos și armonie. Determinarea numerică armonioasă este esențială pentru înțelegerea unor fenomene universale diverse.

### Teoria despre muzică
Sunetele muzicale sunt explicate de pitagoricieni tot prin teoria armoniei numerice. Astfel, diferențele dintre sunete le apar ca raporturi numerice, sunetele muzicale fiind astfel determinabile matematic. Pitagora stabilește raporturile numerice pentru principalele intervale muzicale: octava 2:1; cvinta 3:2; cvarta 4:3; ton 9:8.

### Cosmologia
Numerele au o funcție explicativă și pentru corpurile cerești. Tot Aristotel este cel care relatează că pitagoricienii considerau că zece fiind numărul perfect, corpurile cerești trebuie să fie tot zece la număr. Dat fiind că numai nouă sunt vizibile, ei inventează un al zecelea, pe care-l numesc Antihton (Contrapământ).
Cele zece corpuri cerești, gândite a avea formă sferică, sunt următoarele: Mercur, Venus, Marte, Jupiter, Saturn, Soarele, Luna, Pământul, Calea lactee (stelele fixe) și Contrapământul.
În centrul universului se află o masă de foc, iar Pământul se mișcă în cerc în jurul focului central (care nu este identic cu soarele ci mai degrabă funcționează ca un termen denumit Sufletul universului).
Datorită acestei idei despre rotirea pământului, heliocentrismul copernician a fost adesea prezentat în epoca Renașterii ca o revenire la pitagorism.

### Muzica sferelor
Cele zece sfere emit sunete, ca orice corp aflat în mișcare. Fiecare sferă produce un sunet diferit, conform mărimii și vitezei sale de mișcare. În acest fel ia naștere un sunet armonic produs de sferele în mișcare, muzica sferelor. Noi nu percepem distinct această muzică pentru că trăim în ea și o auzim tot timpul. 
Mișcarea sferelor cerești este exprimabilă prin raporturi numerice necesare.

## Teoria despre suflet
Sub înrâurire orfică, pitagoricienii profesau credința în natura distinctă a sufletului față de cea a trupului. Pitagora credea că sufletul este pur și nevinovat, dar se află închis în trup ca într-un mormânt.
Pitagoreicii au încercat explicații numerice inclusiv în concepția despre suflet. Sufletul este definit ca acordul sau armonia dintre diferitele sale facultăți, această armonie fiind la rândul ei exprimabilă numeric.

## Etica
În etică se consideră că există zece virtuți, în acord cu numărul perfect. Fiecărei virtuți i se asociază câte un număr.
Pitagorismul este un mod de viață, întemeiat pe principii riguroase cu privire la hrană, îmbrăcăminte, conduita în intimitate și în viața publică, pe care grecii îl priveau cu un respect profund.